# Carlowville
Carlowville es una comunidad no incorporada en el condado de Dallas, Alabama, Estados Unidos. Una parte de Carlowville fue designada como distrito histórico en el Registro Nacional de Lugares Históricos el 18 de enero de 1978, el Distrito Histórico de Carlowville.

## Demografía
Carlowville se incluyó en el censo de los Estados Unidos de 1880 como una comunidad no incorporada con una población de 154 habitantes. No se ha incluido en el censo desde entonces, aunque la división del censo del condado de Dallas en la que se encuentra todavía lleva ese nombre hasta la fecha.